# Kloster Gerka
Kloster Gerka (Gerkesklooster, westfriesisch Gerkeskleaster; auch Kloster Jerusalem) ist ein ehemaliges Zisterzienserkloster in den Niederlanden.

## Lage
Das ehemalige Kloster lag in Gerkesklooster in der Gemeinde Achtkarspelen in der Provinz Friesland.

## Geschichte
Das Kloster wurde von dem Großgrundbesitzer Gercke Harkema von Kloster Klaarkamp aus um das Jahr 1240 gegründet und besiedelt. Es unterstand dem Mutterkloster Klaarkamp. Das Kloster beteiligte sich an der Eindeichung der Lauwers. Aus Grangien entstanden die Dörfer Visvliet, Pieterzijl und Munnekezijl. Es war 1422 am Frieden von Groningen zwischen den Schieringern und den Vetkopern beteiligt. Die Eindeichung der Kruislande erfolgte im Zusammenspiel mit dem Kloster Aduard. Das Kloster ging unter, als Friesland 1580 das reformierte Bekenntnis annahm. Das Kloster wurde daraufhin bis auf das Brauhaus abgebrochen, das 1629 als Kirche in Gebrauch genommen wurde. Diese wurde 1786 vergrößert und um 1974 erneut umgebaut.